# Bernard de Nogaret de La Valette d'Épernon
Pour les articles homonymes, voir Bernard de Nogaret de La Valette.
Bernard de Nogaret de La Valette (né en 1592 à Angoulême, mort 25 juillet 1661 à Paris), duc d'Épernon (d'Espernon) et de La Valette, est un gentilhomme et militaire français du XVIIe siècle.

## Biographie
Deuxième fils de Jean-Louis de Nogaret de La Valette et de Marguerite de Foix-Candale, petite-fille du connétable de Montmorency, Bernard eu comme précepteurs messieurs du Plessis pour la « sapience » et de la Brou pour les armes. Il fit un voyage en Italie, en Allemagne où il rencontre Rodolphe II du Saint-Empire. Il fut connu, après 1622, date de l'érection de Villebois-Lavalette, fief de son père, en duché-pairie, sous le nom de duc de La Valette.
Dès l'âge de 18 ans, en 1610, il obtint la charge de colonel-général des Bandes françaises en survivance de son père, et trente ans plus tard, en 1641, fut nommé colonel-général en titre. Il participa donc en tant que colonel-général de l'infanterie aux dernières luttes contre les protestants : sièges de Saint-Jean-d'Angély (1621) et de Royan (1622), à la répression de la prise d’armes des protestants du Languedoc (1629), à l'attaque du pas de Suse (1629), en Picardie (1636), en Guyenne.
Il réprima la révolte des Croquants en 1637.
Il lutta de 1635 à 1638 contre l'Espagne qui avait envahi le pays de Labourd.
Son frère Henry de Nogaret de la Valette, duc de Foix Candale fut condamné à mort après l'échec du siège de Fontarabie en 1638, dont il était tenu pour responsable. La sentence n'a pas pu être exécutée puisqu'il s'exila en Angleterre durant cinq ans.
Bernard reçut également la charge de gouverneur de la Bourgogne (1651-1659) pour laquelle il fit une entrée triomphale à Dijon en 1656.
En tant que gouverneur de Guyenne, il fut chargé de contenir les frondeurs bordelais dirigés par le Parlement. Il se montra très dur envers les parlementaires frondeurs, notamment à l'égard du président à mortier au parlement de Bordeaux, Guillaume d'Affis, dont il détruisit la résidence principale, le château de Langoiran dans le Bordelais, à l'automne 1650.[réf. nécessaire]
En 1657, il prêta à Henriette, reine d'Angleterre, la somme de 360 000 Livres, qui dut hypothéquer ses diamants Sancy et le miroir du Portugal, laissés en gage à Bernard de Nogaret de la Valette.
Très impopulaire en Gascogne, Bernard de Nogaret de La Valette d'Épernon quitte Bordeaux pour Paris où il meurt le 25 juillet 1661, en son hôtel particulier situé 16, rue Saint-Thomas-du-Louvre, paroisse Saint-Germain-l'Auxerrois.
Par testament, il cède ses biens à la famille de Foix-Candale.

## Mariages et descendance
Il épouse le 12 décembre 1622 à Lyon Gabrielle-Angélique de Bourbon, fille légitimée du roi Henri IV et de la marquise de Verneuil, d'oú:
- Anne-Louise-Christine (1625-1701), religieuse au Couvent des Carmélites en 1648
- Louis-Charles-Gaston (1627-1658), mort prématurément sans postérité

Selon certaines sources[Lesquelles ?], il aurait empoisonné son épouse en 1627, peu après la naissance de son fils.
Il se remarie le 28 novembre 1634 à Paris avec Marie du Cambout, fille de Charles du Cambout, marquis de Coislin, et de Philippe de Beurges, et nièce du cardinal de Richelieu, qu'il rendit extrêmement malheureuse, ayant conçut une vive passion pour une bourgeoise millavoise, Ninon de Lartigue, qui exerça sur son esprit un pouvoir absolu, et à qui il donna des sommes énormes et dit-on[Qui ?] de nombreux enfants.[réf. nécessaire]

## Protecteur de Molière
Bernard de Nogaret de La Valette d'Épernon fut le protecteur de la troupe de théâtre de Charles Dufresne, qui allait devenir la troupe de Molière.
En 1645, Molière part pour la province avec sa troupe. De 1645 à 1653, la troupe est protégée par le duc d'Épernon, gouverneur de Guyenne. Molière, qui a laissé d'abord la direction au comédien Dufresne, imposé par le duc, reprend lui-même (1650) la tête de la troupe : il joue dans des villes du Sud-Ouest (Albi, Carcassonne, Toulouse, Agen, Pézenas), ainsi que dans le château de Caumont de son père, mais aussi à Lyon (1650 et 1652). Entre 1653 et 1657, la troupe passe sous la protection du prince de Conti, gouverneur du Languedoc.

## Titres complets
Monseigneur Bernard de Foix de La Vallette, duc d'Espernon et pair de France, colonel général de France, prince captal de Buch, sire de L'Esparre, chevalier des ordres du roy et de la Jarretière, gouverneur et lieutenant général pour Sa Majesté en ses Pays de Bourgogne et Bresse, &c.
Il a aussi été duc de La Valette et pair de France entre 1622 et 1649, puis trois années, de 1658 (mort de son fils unique Louis-Charles) à sa mort.
Son frère aîné Henri de Nogaret, hérita du titre de duc de Foix-Candale. Il fut accusé à tort du désastre de Fontarrabie.